# Weem

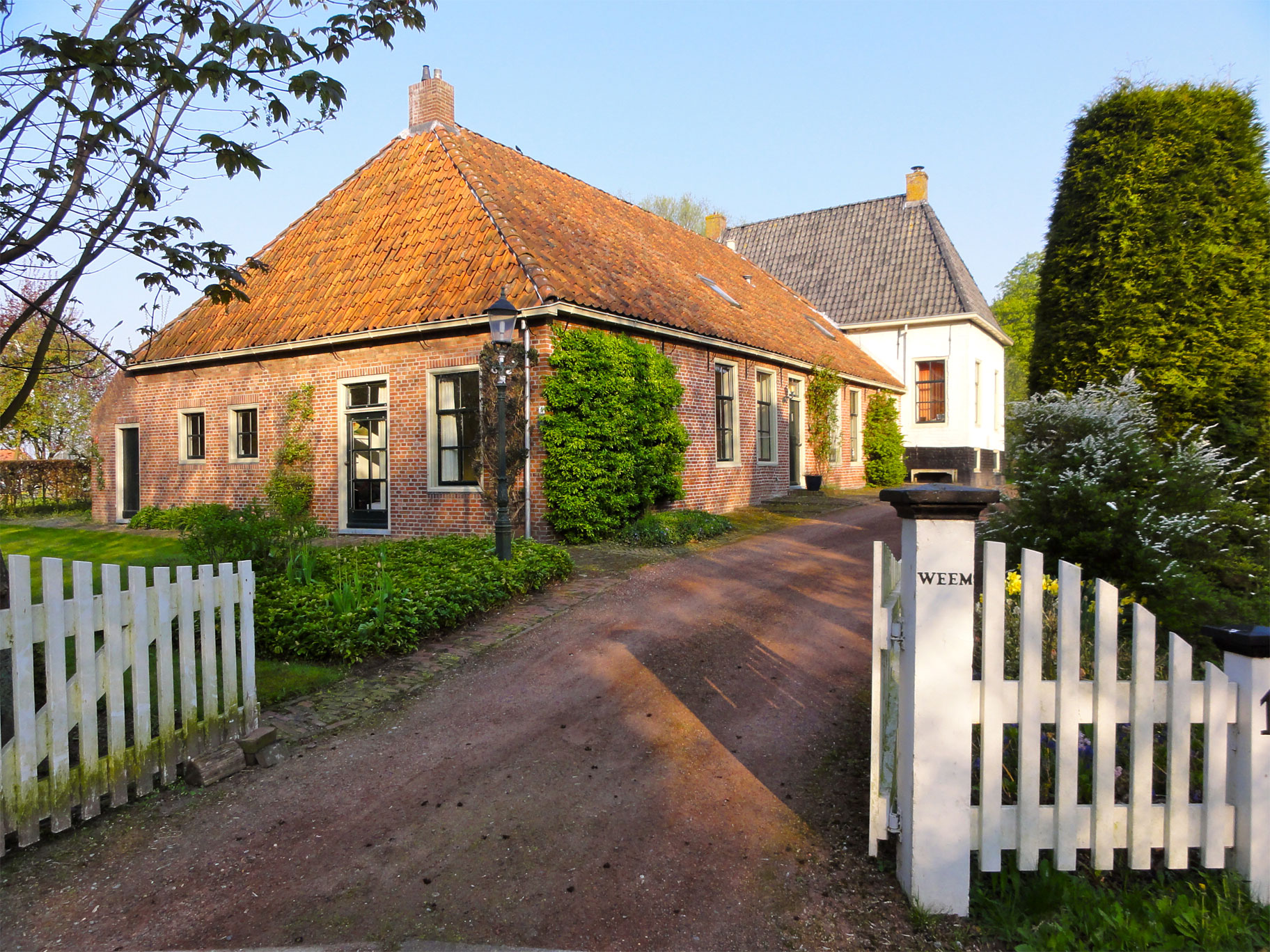
De weem van Solwerd

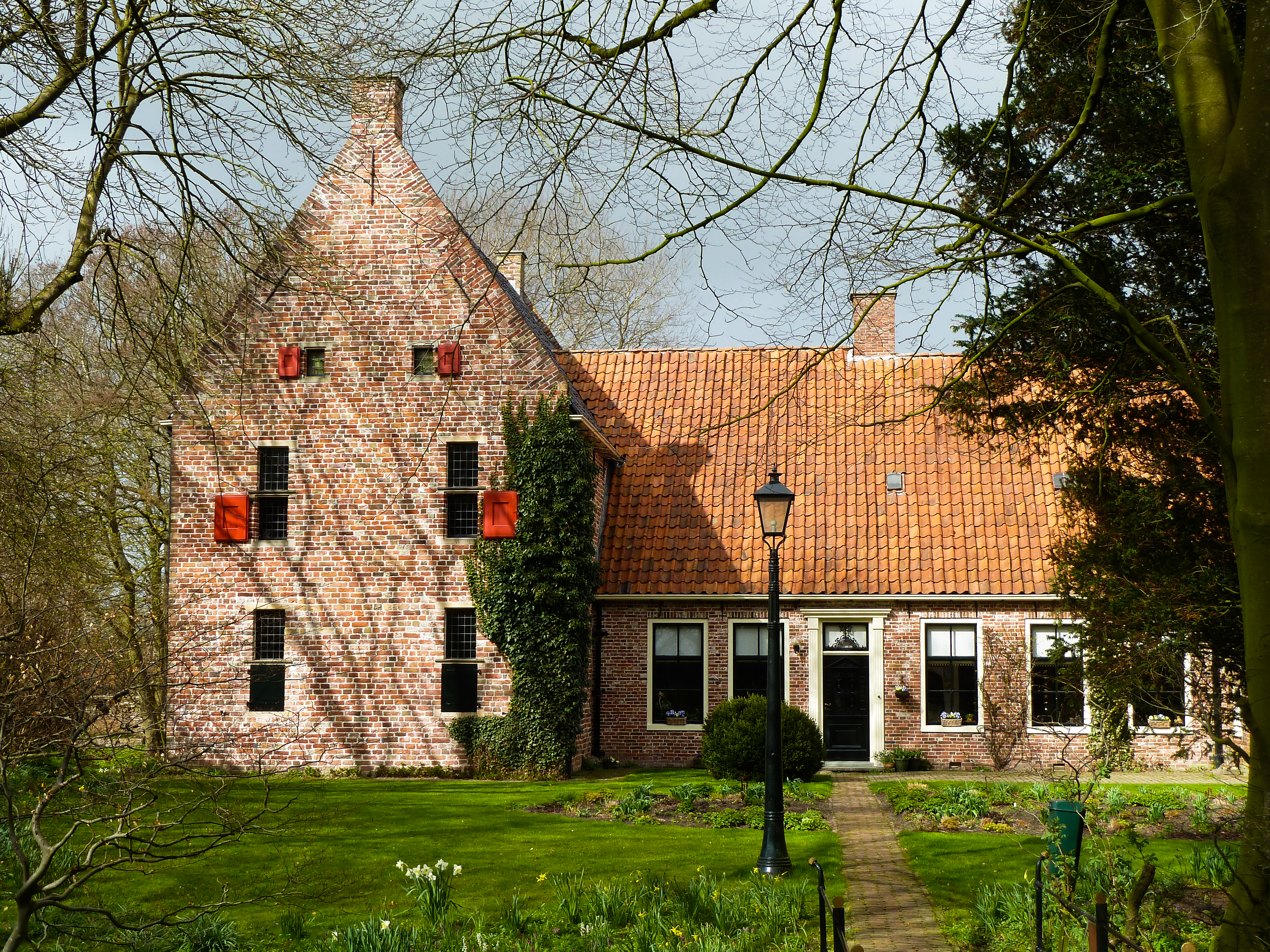
De weem van Westeremden

De weem (ook weme, wheem, wheeme) is een gewestelijke benaming in Nederland voor de pastorie. Vooral in het oosten van Nederland werd met weem ook een aan de kerk of aan de pastoor of kapelaan toebehorend stuk land aangeduid.
In veel dorpen in Noord-Nederland staat in de buurt van de kerk een statig huis waarop het woord 'weem' te lezen valt. Het huis behoort meestal niet meer tot de kerkgoederen, maar de aanduiding verwijst nog naar de oorspronkelijke functie van pastorie.
Bekend is de weem van Westeremden, die in 1974 door de kunstschilder Henk Helmantel is herbouwd. In de provincie Groningen staan onder andere nog wemen in Eexta (Scheemda), Oosternieland, Solwerd, Tinallinge, 
Warffum en Wetsinge.

## Etymologie
Het Middelnederlandse woord wedem betekende zowel pastorie als bruidsschat. Ook het Oudfriese wetma betekende bruidgave. Etymologisch verwant zijn ook de Duitse woorden Wittum ('bruidsschat') en widmen ('wijden'). 

## Toponymie
Weem komt in plaats- en straatnamen in verschillende vormen voor:
Weem, Weeme, Weme, Wemme, Wheem en Wheme en in Duitsland als Wehme.
Het (voormalige) kerkhof van Vliedorp (gemeente Het Hogeland) heet Ol Weem (Oude Weem).
In Oldeberkoop is een weg De Weeme, in Oosterwolde (Friesland) is een Weemeweg. In Neede heet een straat Weemerhof. In Vriezenveen is een Weemestraat en een sportcomplex De Wemelanden. Verschillende instellingen in Vriezenveen voeren De Weemelanden in hun naam.
In Zuidwolde heet het streekmuseum De Wemme.
Een plein in Meppel heet De Wheem, ook een weg (waaraan de kerk ligt) in Zweeloo heet De Wheem en in Hall is een Wheemekamp.
Een plein nabij de oude kerk in het centrum van Winterswijk heet Wheme.
In Detmold (Duitsland) bestond in de 17e eeuw een Wehmhof of Wehme.

## Als achternaam
De familienamen Hendriks van de Weem, De Weem, Weemstra, Nieuwe Weme, Van Weemen en Weening verwijzen naar de weem. Van de laatste twee families is bekend dat voorouders woonden in de Weeme te Oosterwolde. Nauw verwant is de naam "Wemme", die zowel als voor- en als achternaam voorkomt.